# Église Saint-Jean-Baptiste de Massongy
L'église Saint-Jean-Baptiste de Massongy est une église catholique française, située dans le département de la Haute-Savoie, dans la commune de Massongy.

## Historique
Une église primitive est attestée vers 1178. Elle relève de l'abbaye de Saint-Maurice d'Agaune.
L'église est modifiée en 1822.

## Description
L'église possède un clocher-porche qui est détruit en 1811. L'ensemble est reconstruit en 1815. 
Le portail date de 1644.
L'actuel chœur remonterait au XIIIe siècle. La clef de voute représente le balson des comtes de Genève.
Une nef unique avec des voûtes imposantes avec des arcs-doubleaux chanfreinés.
La nef est élargie de 5 mètres en 1822.
La chaire, de 1648, est l'œuvre de Antoine Piccard.